# 弗雷德·克赖斯特
弗雷德里克·L·克赖斯特（英語：Frederick L. Christ，1930年8月6日—），美国NBA联盟前职业篮球运动员。